# Teatro Massimo
Het Teatro Massimo Vittorio Emanuele is een operagebouw in de Siciliaanse hoofdstad Palermo. De opera is de grootste van Italië en de op drie na grootste van Europa, na zowel de Opéra Bastille als de Opéra Garnier in Parijs en de Weense Staatsopera. De opera staat bekend om zijn perfecte akoestiek. 

## Geschiedenis

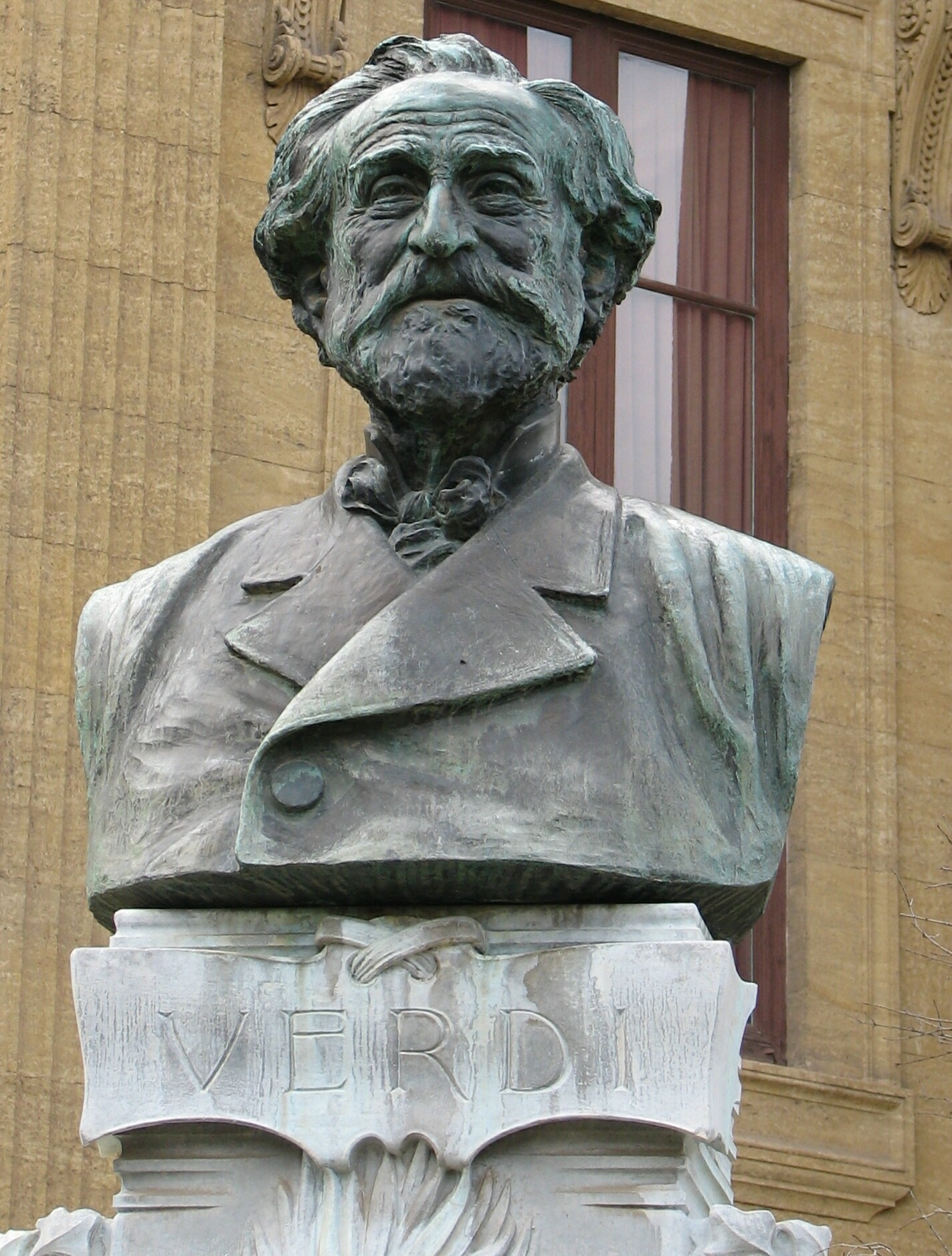
Borstbeeld van Giuseppe Verdi voor het Teatro Massimo

Het stadsbestuur van Palermo schreef in 1864 een internationale architectuurwedstrijd uit voor het ontwerp van een operagebouw. Het gebouw werd uiteindelijk gebouwd naar ontwerp van Giovanni Battista Filippo Basile. Na zijn dood leidde zijn zoon Ernesto de bouw. Op 12 januari 1874 werd de eerste steen gelegd. De bouw lag acht jaar stil, van 1882 tot 1890. Uiteindelijk werd het gebouw op 16 mei 1897 in gebruik genomen met een uitvoering van Verdi's Falstaff.
Architect Basile liet zich voor het gebouw inspireren door de Siciliaanse architectuur. Het gebouw werd gebouwd in neoclassicistische stijl met elementen gemodelleerd naar de Griekse tempels van Selinunte en Agrigento. De gehoorzaal werd gebouwd in neorenaissancistische stijl en was gepland voor 3000 toeschouwers, maar biedt in zijn huidige vorm plaats aan 1350 toeschouwers.
De Italiaanse beeldhouwer Giusta Liva en diens zonen maakten voor het theater borstbeelden van beroemde componisten.
Het Teatro Massimo werd in 1974 tijdelijk gesloten voor renovaties die vereist waren vanwege nieuwe veiligheidsvoorschriften. Vanwege het corrupte bouwbeleid, dat beheerd werd door de maffia bleef het gebouw echter 23 jaar gesloten. Pas in 1997 werd het theater heropend, dankzij de inspanningen van Leoluca Orlando en Domenico Lo Vasco om het honderdjarig bestaan van de opera te vieren met Verdi's Nabucco.

## Wetenswaardigheden
De laatste scènes van The Godfather Part III werden opgenomen in het Teatro Massimo. 